# Abisara dewitzi
Abisara dewitzi is een vlindersoort uit de familie van de prachtvlinders (Riodinidae), onderfamilie Nemeobiinae.
Abisara dewitzi werd in 1899 beschreven door Aurivillius.